# Spilmotor
En spilmotor er den software der får hele, eller dele, af computerspil til at virke. Nogle motorer udvikles specifikt til et spil, mens andre bruges i flere officielle titler og eventuelt også til MODs.
Mange spilmotorer er udviklet i C og C++, men principielt kan de fleste programmeringssprog anvendes, afhængigt af omfanget af spillet. Få computerspiludvikler som eksempelvis Epic Games og id Software har opnået stor ekspertise og lægger mange ressourser i at udvikle spilmotorer, som de licenserer til andre udviklere, der har fravalgt selv at udvikle en spilmotor.
| computerspil | Spire Denne computerspilsrelaterede artikel er en spire som bør udbygges. Du er velkommen til at hjælpe Wikipedia ved at udvide den. |